# Encino Grande
Encino Grande är en ort i Mexiko.   Den ligger i kommunen San Andrés Tenejapan och delstaten Veracruz, i den sydöstra delen av landet, 230 km öster om huvudstaden Mexico City. Encino Grande ligger 1 424 meter över havet och antalet invånare är 385.
Terrängen runt Encino Grande är kuperad åt sydost, men åt nordväst är den bergig. Runt Encino Grande är det ganska tätbefolkat, med 166 invånare per kvadratkilometer. Närmaste större samhälle är Córdoba, 19,8 km nordost om Encino Grande. I omgivningarna runt Encino Grande växer i huvudsak städsegrön lövskog.